# Polyommatus costajuncta
Polyommatus costajuncta är en fjärilsart som beskrevs av Tutt 1910. Polyommatus costajuncta ingår i släktet Polyommatus och familjen juvelvingar. Inga underarter finns listade i Catalogue of Life.